# Эньевиль
Эньеви́ль (фр. Haigneville) — коммуна во французском департаменте Мёрт и Мозель региона Лотарингия. Относится к кантону Байон.

## География
Эньевиль расположен в 26 км к юго-востоку от Нанси. Соседние коммуны: Фровиль на юге, Байон на юго-западе.

## Демография
Население коммуны на 2010 год составляло 56 человек.
| 1962 | 1968 | 1975 | 1982 | 1990 | 1999 | 2010 |
| ---- | ---- | ---- | ---- | ---- | ---- | ---- |
| 42   | 38   | 35   | 25   | 30   | 39   | 56   |

## Достопримечательности
- Церковь XVIII века.

## В культуре
- Эньевилю посвящена песня французского комедианта и шансонье Эрика Ми (фр. Éric Mie).